# Sacachispas FC
Sacachispas Fútbol Club – argentyński klub piłkarski z siedzibą w dzielnicy Villa Soldati w Buenos Aires.

## Osiągnięcia
- Tercera de Ascenso: 1954
- Mistrz piątej ligi Primera D Metropolitana: 1999 Apertura, 2002 Clausura, 2002/2003

## Historia
Klub założony został 17 października 1948 roku, a w roku 1954 przystąpił do argentyńskiej federacji piłkarskiej AFA. Klub nigdy w swojej historii nie zdołał awansować wyżej, niż do trzeciej ligi. Obecnie występuje w czwartej lidze argentyńskiej Primera C Metropolitana.